# Собор Святых Апостолов Петра и Павла (Нефтекамск)
Собор Апостолов Петра и Павла (Петропавловский собор) — православный храм в городе Нефтекамске, кафедральный собор Нефтекамской епархии Русской православной церкви.

## История
Каменная кирпичная церковь в Касёво Бирского уезда строилась на средства прихожан в два этапа. В 1825 году была готова лишь часть здания, в которой разместился престол в честь великомученика Димитрия Солунского (освящён 10 января).
Главный престол святых первоверховных апостолов Петра и Павла, по имени которых церковь получила своё
название, появился семнадцатью годами позже. Его освятили 7 сентября 1842 года.
В этой связи может возникнуть известная путаница. Если предположить, что
главный престол размещался, как обычно, в храме, а придельный — в трапезной, то
получится, что трапезная и колокольня строились раньше храмовой части факт
мало-вероятный). В противном случае напрашивается вывод о размещении главного
престола в трапезной, что также нехарактерно. По нашей версии, снимающей оба
противоречия, престол Димитрия Солунского, находившийся до . в храме, после
завершения строительства вынесли в трапезную, а на его месте освятили главный
престол — Петра и Павла.
В третьей четверти XIX в. в Касёве, помимо церкви, существовала ещё и часовня. Время её
возникновения и утраты достоверное не установлено. В конце XIX в. приход церкви
состоял из села и шестнадцати близлежащих деревень. Поднимался вопрос о
строительстве в одной из приходских деревень единоверческой церкви. 
Петро-Павловский храм в Касёве знаменит ещё и
тем, что в начале XX в. (10.07.1908 г.) его посетила Великая Княгиня Елизавета Фёдоровна.
Позже храм был закрыт и сильно разрушен.
В .[когда?] храм передан православной общине, к
этому времени он был сильно разрушен, сохранился лишь остов. В течение 10 лет
силами прихожан производили восстановительные работы.

## Современное положение
С образованием Нефтекамской епархии, с 2011 года, имеет статус кафедрального собора. На территории собора, расположено Нефтекамское епархиальное управление. Весной 2015 года, начата реконструкция собора. Будут также заменено покрытие главного купола храма, и купол колокольни.

## Архитектура
Архитектура здания принадлежит позднему классицизму. В композиции главенствует внушительный по размерам барабан храма с огромным сферическим куполом.
На его шелыгу поставлена относительно небольшая световая ротонда с фигурным завершением. Нижний ярус храма, который выше примыкающих к нему апсиды и трапезной, представляет собой четверик с входами на северном и южном фасаде.
В
сравнении с самодавлеющей солидностью храма, колокольня выглядит особенно
стройной, и даже легковесной. Циркульный купол её завершения ныне утрачен, но
вряд ли он поднимался выше храмового завершения. Из-за небольшого, но явного
убывания ширины четвериков силуэт колокольни приобретает изящество и
подвижность. В ней два яруса звона — третий и четвёртый; второй трактован как
невысокий аттиковый. Несмотря на большую вместительность прямоугольной
поперечной трапезной и полукруглой апсиды, их роль в композиции невелика.
Единый по стилю классицистический декор объединяет разные по времени возведения
объёмы. Фризи карниз, состоящие из горизонтальных
профилей, переходят со стены на стену, огибая весь периметр здания. Гладкие
тосканские пилястры поставлены на плоские пьедесталы. Треугольные фронтоны
расположены над карнизом четверика храма, основания колокольни и её четвёртого
яруса.
В интерьере низкое двустолпное помещение
трапезной противопоставлено необыкновенной пространственности храмовой части.
Пронизанный лучами, нереально высокий зал завершается поистине чудесным
ручейком света, исходящим из окон ротонды в недосягаемой подкупольной выси. У
столь впечатляющего архитектурного решения была, однако, и оборотная сторона: в
зимнее время, богослужения осуществлялись в более скромной, но зато
отапливаемой трапезной. 
Собор является памятником истории и культуры республиканского значения.

## Информация
Храм открыт с 8-00 до 19-00 ежедневно.
Богослужение ежедневное: 8:30— часы, Литургия. После Литургии — молебен, панихида. В 17:00 — вечернее богослужение (вечерня, утреня или всенощное бдение).
По Воскресным дням и в Великие праздники ранняя Литургия в 7:00, поздняя в 9:30.

## Духовенство
Настоятель собора — митрофорный протоиерей Алексий(Тихонов).